# Epacmus pulvereus
Epacmus pulvereus är en tvåvingeart som beskrevs av Axel Leonard Melander 1950. Epacmus pulvereus ingår i släktet Epacmus och familjen svävflugor.
Artens utbredningsområde är Arizona. Inga underarter finns listade i Catalogue of Life.